# Muskovo
Muskovo (macedónul: Мушково) település Észak-Macedóniában, a Északkeleti körzetben, Kratovo községben.

## Népesség
| Lakosok száma | 503  | 552  | 322  | 269  | 102  | 49   | 47   | 51   | 43   |
|               | 1948 | 1953 | 1961 | 1971 | 1981 | 1991 | 1994 | 2002 | 2021 |

- 2002-ben 51 lakosa volt, akik mindannyian macedónok.